# Селище 3-го відділення радгоспу «Побєда»
Селище 3-го відділення радгоспу «Побєда» (рос. Посёлок 3-го отделения совхоза «Победа») — селище у Острогозькому районі Воронезької області Російської Федерації.
Населення становить 647  осіб. Входить до складу муніципального утворення Гниловське сільське поселення.

## Історія
Населений пункт розташований у межах суцільної української етнічної території, частини Східної Слобожанщини. До Перших визвольних змагань належав до Воронезької губернії.
Згідно із законом від 15 жовтня 2004 року входить до складу муніципального утворення Гниловське сільське поселення.

## Населення
| 2000 | 2005 | 2010 |
| ---- | ---- | ---- |
| 755  | ↘633 | ↗647 |